# Петраш (буксир)
Петраш (до 1916 года Добрыня, до 1924 года Руслан, до 1935 года Кашалот) — буксир и посыльное судно Балтийского флота, впоследствии буксир и тральщик Черноморского флота, потоплен во время Великой Отечественной войны.

## Строительство
Построен в феврале 1914 года на верфи акционерного общества «Сандвикский корабельный док» (Гельсингфорс) по заказу Военного ведомства в качестве ледокольного буксира для Морской крепости Петра Великого. Получил название «Добрыня». Был приписан к Ревельскому порту.

## История службы
С началом Первой мировой войны был передан из Военного ведомства в Балтийский флот. Вооружён одним 75-мм и одним 37-мм орудиями и двумя 7,62-мм пулемётами, переклассифицирован сначала в посыльное, а затем сторожевое судно (в составе 1-го дивизиона сторожевых судов). 28 ноября 1916 переименован в «Руслан». Весной 1918 года под командованием прапорщика по морской части О. Гольцмана был задействован в Ледовом походе Балтийского флота как ледокол. Вместе со сторожевым судном «Ястреб» 7 апреля успешно вывел из Гельсингфорса восемь подводных лодок («Пантера», «Змея», «Леопард», «Вепрь», «Волк», «Рысь», «Ягуар» и «Ёрш»).
Вышедшие 7 апреля подводные лодки, сопровождаемые сторожевыми судами «Руслан» и «Ястреб», вскоре оказались в сплошном ровном льду, достигавшем 60 см толщины. Такой лед был непреодолим для сторожевых судов. Тогда моряки применили метод спаривания ледоколов, который ранее осуществил «Ермак». К корме «Ястреба» был ошвартован «Руслан». Работая машинами на полный ход, «Ястреб», толкаемый в корму «Русланом», успешно пробивал лед. В кильватер сторожевым судам шли подводные лодки. Вскоре условия перехода ухудшились. Южный ветер вызвал передвижку льда, образовались торосы в несколько метров высотой. Подводные лодки стало сжимать льдами. Особенно трудным было положение 13 и 14 апреля,когда первый эшелон преодолевал торосы к северу от острова Кивикари. Бывший командир посыльного судна «Кречет» В. Янкович так описывает создавшуюся обстановку: «Сжимаемый ветром лед влезал на затертые подводные лодки, над поверхностью льда виднелись лишь надстройки, а проводившие их до этого «Ястреб», «Руслан» и «Азимут» сидели сами на торосах, требуя помощи. Положение было настолько серьезно, что команды сдавливаемых лодок вышли на лед. Освободив из торосов «Ястреба», «Руслана» и «Азимут», «Кречет» начал спасение подводных лодок. После усиленной работы он пробивался вплотную к лодкам, раздробляя лед вокруг них, подавал буксир и вытаскивал их из опасного положения, выводи до места, откуда они могли следовать дальше со своими конвоирами».Н.С. Кровяков, "Ледовый поход" Балтийского флота в 1918 году

## Вооружение
С 1916 года
- 1х1 75-мм орудие
- 1х1 37-мм орудие

С 1941 года
- 1х1 76,2-мм орудие
- 2х1 45-мм орудия
- 2х1 7,62-мм пулемёта

С 1943 года
- 2х1 45-мм орудия 21-К
- 1х1 20-мм автомат «Эрликон»
- 2х1 12,7-мм пулемёта ДШК
- 2х1 7,62-мм пулемёта